# 美国女性25美分
美国女性25美分（英語：American Women Quarters）是美国铸币局计划从2022年开始并铸造至2025年的一套流通25美分系列硬币，以纪念美国宪法第十九修正案生效一百周年。所有硬币的正面都将继续使用美国国父兼第一任总统乔治·华盛顿的头像，每枚硬币的背面将纪念一名杰出美国女性。

## 背景
美国女性25美分硬币系列由芭芭拉·李和安东尼·冈萨雷斯提出的《2020年流通收藏硬币重新设计法案》授权。最初有法案提议发行56枚硬币，以纪念来自美国各个州和领地的一名杰出女性。但由于美国铸币局有计划在2026年发行另一套流通25美分硬币，以纪念美国独立250周年，该计划被缩短。美国女性计划也取代了一项以动物为题材的25美分硬币提议。

## 设计
所有硬币的正面图案为总统乔治·华盛顿的肖像，但其肖像将会重新设计。美國美術委員會和公民造币咨询委员会目前建议采用由劳拉·加丁·弗雷泽于1931年设计的华盛顿肖像作为正面图案。弗雷泽的设计同时也是1999年半鹰金币的正面图案。
每枚硬币的背面都将纪念一名杰出美国女性。被选的女性需在选举权、民权、废奴、政府、人文、科学、太空、或艺术等领域中对美国作出重要的贡献。受到表彰的女性将来自不同的种族和地域背景。该计划的授权法案要求硬币背面的设计不得包含任何在世的女性。美国财政部长珍妮特·耶伦将征询公众的建议，并与史密森尼学会、国家女性历史博物馆、和国会女性事务党团协商后最终决定该计划的获选女性名单。

## 发行
在计划的四年期间，美国铸币局每年将最多发行五种背面设计，总共最多发行二十种背面设计。马娅·安杰卢、萨莉·莱德、威尔马·曼基勒、阿德琳娜·奥特罗-沃伦和黄柳霜将是2022年25美分硬币纪念的五位杰出美国女性。

## 迴响
许多钱币收藏家认为以美国杰出女性为题材的硬币系列应该由纪念币模式发行。有收藏家对重新设计其他面额的硬币并降低新硬币的发行频率更为感兴趣。

## 外部連結
- 美国女性25美分硬币官方网页 （页面存档备份，存于）